# Afyon Belediye Yüntaş Gençlik ve Spor Kulübü 2021-2022
Questa voce raccoglie le informazioni riguardanti l'Afyon Belediye Yüntaş Gençlik ve Spor Kulübü nelle competizioni ufficiali della stagione 2021-2022.

## Stagione
L'Afyon Belediye Yüntaş Gençlik ve Spor Kulübü partecipa alla stagione 2021-22 con la denominazione sponsorizzata Avşar Maden Suyu Afyon Belediye Yüntaş.
In Efeler Ligi si piazza al quattordicesimo e ultimo posto, che lo condanna alla retrocessione in serie cadetta; in Coppa di Turchia, invece, viene eliminato alla fase a gironi.

## Organigramma societario
Area direttiva
- Presidente: Sami Çetinaktı

Area tecnica
- Allenatore: Burak Hascan (fino a marzo[3]), Niyazi Durmaz (da marzo[3])
- Allenatore in seconda: Niyazi Durmaz (fino a marzo[3])
- Scoutman: Özay Yıldız

## Rosa
| N° | Nome               | Ruolo | Data di nascita   | Nazionalità sportiva |
| -- | ------------------ | ----- | ----------------- | -------------------- |
| 1  | İlker Esin         | P     | 14 gennaio 2001   | Turchia              |
| 2  | Arshdeep Dosanjh   | P     | 30 luglio 1996    | Australia            |
| 3  | Resul Gün          | S     | 8 febbraio 1999   | Turchia              |
| 4  | Kadir Cin          | S     | 7 maggio 1987     | Turchia              |
| 5  | Christian Thondike | P     | 28 maggio 2001    | Cuba                 |
| 6  | Mehmet Almaz       | C     | 1º gennaio 1984   | Turchia              |
| 8  | Nikita Aksjutin    | O     | 27 marzo 1994     | Russia               |
| 9  | Yiğit Yıldız       | C     | 21 luglio 1999    | Turchia              |
| 10 | Cansin Enaboifo    | S     | 9 luglio 1995     | Turchia              |
| 11 | Batuhan Karaca     | C     | 30 gennaio 1999   | Turchia              |
| 11 | Igor' Tjurin       | O     | 13 giugno 1987    | Russia               |
| 12 | Yusuf Eken         | O     | 4 maggio 2000     | Turchia              |
| 15 | Ediz Fırıncıoğlu   | O     | 20 settembre 1993 | Turchia              |
| 17 | Tarık Sipahioğlu   | L     | 31 marzo 2001     | Turchia              |
| 18 | Zeka Kır           | L     | 26 novembre 2002  | Turchia              |
| 19 | Christian Voukeng  | C     | 6 novembre 1992   | Camerun              |
| 20 | Umut Durur         | S     | 17 gennaio 2000   | Turchia              |

## Statistiche

### Statistiche di squadra
| Competizione     | Punti | In casa | In casa | In casa | In trasferta | In trasferta | In trasferta | Totale | Totale | Totale |
| Competizione     | Punti | G       | V       | P       | G            | V            | P            | G      | V      | P      |
| ---------------- | ----- | ------- | ------- | ------- | ------------ | ------------ | ------------ | ------ | ------ | ------ |
| Efeler Ligi      | 14    | 13      | 3       | 10      | 13           | 1            | 12           | 26     | 4      | 22     |
| Coppa di Turchia | 0     | 0       | 0       | 0       | 0            | 0            | 0            | 3      | 0      | 3      |
| Totale           | -     | 13      | 3       | 10      | 13           | 1            | 12           | 29     | 4      | 25     |

G = partite giocate; V = partite vinte; P = partite perse

### Statistiche dei giocatori
| Giocatore      | Campionato | Campionato | Campionato | Campionato | Campionato | Coppa di Turchia | Coppa di Turchia | Coppa di Turchia | Coppa di Turchia | Coppa di Turchia | Totale | Totale | Totale | Totale | Totale |
| Giocatore      | P          | PT         | AV         | MV         | BV         | P                | PT               | AV               | MV               | BV               | P      | PT     | AV     | MV     | BV     |
| -------------- | ---------- | ---------- | ---------- | ---------- | ---------- | ---------------- | ---------------- | ---------------- | ---------------- | ---------------- | ------ | ------ | ------ | ------ | ------ |
| N. Aksjutin    | 4          | 30         | 24         | 5          | 1          | -                | -                | -                | -                | -                | 4      | 30     | 24     | 5      | 1      |
| M. Almaz       | 24         | 107        | 72         | 27         | 8          | 3                | 12               | 7                | 5                | 0                | 27     | 119    | 79     | 32     | 8      |
| K. Cin         | 21         | 115        | 93         | 8          | 14         | -                | -                | -                | -                | -                | 21     | 115    | 93     | 8      | 14     |
| A. Dosanjh     | 6          | 17         | 10         | 6          | 1          | 3                | 11               | 6                | 2                | 3                | 9      | 28     | 16     | 8      | 4      |
| U. Durur       | 23         | 160        | 134        | 19         | 7          | 3                | 21               | 15               | 2                | 4                | 26     | 181    | 149    | 21     | 11     |
| Y. Eken        | 21         | 133        | 113        | 7          | 13         | 3                | 9                | 9                | 0                | 0                | 24     | 142    | 122    | 7      | 13     |
| C. Enaboifo    | 26         | 319        | 261        | 37         | 21         | 3                | 26               | 23               | 2                | 1                | 29     | 345    | 284    | 39     | 22     |
| İ. Esin        | 21         | 4          | 0          | 2          | 2          | 3                | 1                | 0                | 0                | 1                | 24     | 5      | 0      | 2      | 3      |
| E. Fırıncıoğlu | 10         | 115        | 101        | 12         | 2          | 3                | 29               | 28               | 1                | 0                | 13     | 144    | 129    | 13     | 2      |
| R. Gün         | 11         | 5          | 5          | 0          | 0          | 3                | 4                | 2                | 0                | 2                | 14     | 9      | 7      | 0      | 2      |
| B. Karaca      | 9          | 12         | 6          | 5          | 1          | 3                | 1                | 0                | 0                | 1                | 12     | 13     | 6      | 5      | 2      |
| Z. Kır         | 24         | 0          | 0          | 0          | 0          | 3                | 0                | 0                | 0                | 0                | 27     | 0      | 0      | 0      | 0      |
| T. Sipahioğlu  | 20         | 0          | 0          | 0          | 0          | 0                | 0                | 0                | 0                | 0                | 20     | 0      | 0      | 0      | 0      |
| C. Thondike    | 19         | 75         | 35         | 32         | 8          | -                | -                | -                | -                | -                | 19     | 75     | 35     | 32     | 8      |
| I. Tjurin      | 9          | 129        | 116        | 7          | 6          | -                | -                | -                | -                | -                | 9      | 129    | 116    | 7      | 6      |
| C. Voukeng     | 14         | 148        | 103        | 42         | 3          | -                | -                | -                | -                | -                | 14     | 148    | 103    | 42     | 3      |
| Y. Yıldız      | 23         | 93         | 60         | 30         | 3          | 3                | 15               | 7                | 8                | 0                | 26     | 108    | 67     | 38     | 3      |

P = presenze; PT = punti totali; AV = attacchi vincenti; MV = muri vincenti; BV = battute vincenti